# 北井上地区
北井上地区（きたいのうえちく）は、徳島県徳島市北西部の地区である。

## 地理
1967年に徳島市に編入され現在も冠称として残る国府町を南北に3分した北部にあたる。さらに以前では、1948年～1955年の名東郡北井上村に当たる。
北縁を流れる吉野川と、その支流で南縁を流れる飯尾川に挟まれた低地である。ただし一部で、飯尾川の対岸まで広がる。

### 地形
| 河川   | 解説                                               |
| ------ | -------------------------------------------------- |
| 吉野川 | 四国三郎の名で有名な一級河川。板野郡藍住町との境。 |
| 飯尾川 | 吉野川の支流鮎喰川の支流。南井上地区との境。       |

- 飯尾川下流

### 隣接する地区
徳島市外は地区の代わりに町村。
上板町とは吉野川を挟んでおり、この区間に橋はない。
南井上地区とは飯尾川を挟み、橋で結ばれている。ただし飯尾川対岸の一部が北井上地区なので、そこでは陸続きである。

### 大字
人口は徳島市による推計（2011年6月）。読みは「こくふちょう」を省略。
| 大字         | 読み         | 人口 | 備考                        |
| ------------ | ------------ | ---- | --------------------------- |
| 国府町竜王   | りゅうおう   | 1332 |                             |
| 国府町芝原   | しばはら     | 1455 |                             |
| 国府町佐野塚 | さのづか     | 0254 |                             |
| 国府町西黒田 | にしくろた   | 0667 |                             |
| 国府町東黒田 | ひがしくろた | 0637 |                             |
| その他       |              | 0007 | 世帯数3に満たない小字の合計 |
| 計           |              | 4388 |                             |

## 歴史
- 0896年00月00日 - 名方郡が名東郡と名西郡に分割。
- 0000年00月00日 - 西黒田などが新設された以西郡に分割。
- 1664年00月00日 - 以西郡が廃止され名東郡に戻った。
- 1889年10月01日 - 町村制施行に伴い、名東郡芝原村・東黒田村・西黒田村・佐野塚村・祖母ヶ島村が合併し、北井上村が成立。
- 1948年00月00日 - 吉野川北岸の、祖母ヶ島と東黒田字小塚が、板野郡藍園村（現 藍住町）に編入。祖母ヶ島は藍園村東中富に編入された（小塚は不詳）。
- 1953年00月00日 - 昭和の大合併に際し、国府町が北井上村・南井上村・入田村との1町3村での合併案を採用[2]。
- 1955年02月01日 - 国府町（1月1日に編入済みの旧入田村矢野を含む）・北井上村・南井上村が合併し、新 国府町が発足。
- 1967年01月01日 - 国府町が徳島市に編入。大字名に「国府町」が冠称される。
- 1982年00月00日 - 国府町芝原から国府町竜王が分割。

## 交通

### 道路
- 都道府県道
  - 徳島県道15号徳島吉野線 - 吉野川堤防上の道路。
  - 徳島県道29号徳島環状線
  - 徳島県道205号西黒田府中線
  - 徳島県道230号第十白鳥線 - 地区西端近くを南北に走る。

### 橋
| 橋       | 川     | 町           | 対岸の地区 | 対岸の町     | 道路      |
| -------- | ------ | ------------ | ---------- | ------------ | --------- |
| 川原田橋 | 飯尾川 | 国府町芝原   | 南井上地区 | 国府町川原田 | 県道206号 |
| 榎島橋   | 鮎喰川 | 国府町東黒田 | 南井上地区 | 国府町東高輪 | 県道29号  |

## 施設等

### 教育機関
| 学校名             | 所在地                            |
| ------------------ | --------------------------------- |
| 徳島市北井上中学校 | 徳島市国府町西黒田字南傍示202番地 |
| 徳島市北井上小学校 | 徳島市国府町西黒田字南傍示205の2  |
| 徳島市北井上幼稚園 | 徳島市国府町西黒田字南傍示275-1   |

### その他
蔵珠院
とくしま市民遺産選定。芝原城跡と伝えられる庭園などがある。

## 出身者
- 山野常禎 - アマチュア無線家